# NBA All-Star Challenge
NBA All-Star Challenge est un jeu vidéo de basket-ball sorti en 1993 et sur Mega Drive, Super Nintendo et Game Boy. Le jeu a été développé par Beam puis édité par Acclaim Entertainment et Flying Edge.

## Système de jeu
Ce jeu de basket n'offre aucun match, mais seulement du 2 contre 2 ou des tirs au panier.
Le système de jeu est simple, pour les paniers, il suffit d'attendre que le viseur passe au-dessus du panier et de tirer à ce moment-là.